# Lepilemur edwardsi
Lepilemur edwardsi es una especie de lémur del género Lepilemur, que son conocidos popularmente como lémures saltadores. La especie, que como todas las especies de lémures, es endémica de Madagascar. Se encuentra bajo poco riesgo, pero próxima a estar amenazada. Su estatus de especie independiente ha sido apoyado por estudios genéticos comparativos con las otras especies del género.
La especie está muy extendida en la parte occidental de la isla, en la zona situada entre los ríos Mahajamba y Betsiboka, donde prefiere las zonas de bosque caducifolio seco tropical subtropical.

## Características
Mide como máximo medio metro de largo, de lo cual la mitad corresponde a su cola. Su aspecto y movimientos son similares a los gálagos. Su pelo es lanoso y de color gris, con dibujos amarillo-marrón por todo el cuerpo, mientras que en su vientre es blanco-amarillento. Del mismo color es también la cola, mientras que desde la nuca presenta una franja oscura que va a lo largo de toda la columna vertebral. Tiene orejas grandes y puntiagudas, que mueve con relación a su cráneo. Sus ojos son grandes y color marrón oscuro.

## Comportamiento
El animal tiene hábitos nocturnos y arborícolas. Tienden a ser solitarios, aunque también se observan grupos pequeños, compuestos por una hembra y uno o más de sus hijos. Los animales son territoriales y no admiten intrusiones de individuos de su mismo sexo en sus territorios, aunque cuando ocurre un evento de esta naturaleza intentan intimidar al intruso, agitando ramas, sin contacto físico. El territorio del machos tiende a traslaparse con el de varias hembras, e incluso los cubre completamente.
como el resto de su género, se alimenta principalmente de hojas, principalmente de hojas viejas o muertas del árbol Tabemaemontana modesta, aunque también se alimente de frutas y flores. Practica la coprofagia, pues reingiere sus fecas, para procesar mejor la celulosa de su alimento.

## Reproducción
El macho se aparea con todas las hembras que compartan su territorio, aunque sea parcialmente. la gestación dura aproximadamente cuatro meses, al final de los cuales nace una única cría, que nace bastante desarrollada, que la madre transporta colgando de su pecho. La madre deja sola a la cría en una rama mientras se alimenta.